# Saint-Jean-Chambre
Saint-Jean-Chambre è un comune francese di 264 abitanti situato nel dipartimento dell'Ardèche della regione dell'Alvernia-Rodano-Alpi.

## Società

### Evoluzione demografica
Abitanti censiti